# Renata Ribeiro
Renata Trevisan Martins Ribeiro (* 7. Dezember 1981 in Rio de Janeiro) ist eine ehemalige brasilianische Beachvolleyballspielerin.

## Karriere

Ribeiro bei den Olympischen Spielen 2008

Ribeiro begann ihre sportliche Karriere 1993 beim Volleyball. In der Halle spielte sie für Mannschaften aus Rio de Janeiro, Botafogo FR, Fluminense und Flamengo. 2001 und 2002 spielte sie als Beachvolleyballerin ihre ersten Turniere der FIVB World Tour. 2003 bildete sie ein Duo mit Shaylyn Bede. Bei der Weltmeisterschaft in Rio gewannen Ribeiro/Shaylyn ohne Satzverlust ihre Vorrundengruppe. Anschließend setzten sie sich in zwei nationalen Duellen durch, bevor sie im Viertelfinale den späteren Weltmeisterinnen Walsh/May aus den USA unterlagen und den fünften Rang belegten. 2004 erreichten sie das Finale der Mailand Open und einige weitere Top-Ten-Platzierungen.
2005 bildete Ribeiro ein neues Duo mit Talita Antunes da Rocha. Ribeiro/Talita erreichten im ersten gemeinsamen Jahr auf der World Tour die Endspiele in Sankt Petersburg und Montreal und gewannen die Turniere in Athen und Bali, bei den Open in Salvador da Bahia und in Kapstadt erreichten sie das Halbfinale. 2006 kamen sie bis auf eine Ausnahme immer in die Top Ten. Herausragend waren dabei die Finalteilnahmen auf Porto Santo und in Acapulco. Im folgenden Jahr siegten die beiden Brasilianerinnen bei den Open-Turnieren in Sentosa und Marseille und erhielten die Bronzemedaille in Shanghai und Espinho. Bei der WM 2007 in Gstaad blieben sie in den drei Gruppenspielen und in der ersten Hauptrunde ungeschlagen. Im Viertelfinale verloren sie gegen das deutsche Duo Pohl/Rau und wurden somit Neunte. 2008 starteten Ribeiro/Talita mit einem zweiten Platz in Adelaide und dem Turniersieg in Shanghai. Außerdem qualifizierten sich für die Olympischen Spiele in Peking. Dort kamen sie ungeschlagen ins Halbfinale, das sie gegen Walsh/May-Treanor verloren. Im Spiel um die Bronzemedaille mussten sich die Brasilianerinnen den Chinesinnen Xue Chen/Zhang Xi geschlagen geben.
2009 spielte Ribeiro mit Vanilda Leão. Beim Grand Slam in Moskau standen Ribeiro/Leão im Endspiel. Außerdem erreichten sie auf der World Tour einen dritten und mehrere fünfte Plätze. 2011 kehrte Ribeiro mit Lese Lima zurück zur Weltserie, kam aber nicht über den 17. Rang hinaus. Im folgenden Jahr trat sie mit Elize Maia nur noch bei den Brasília Open an. Von 2015 bis 2017 spielte Ribeiro nur noch auf nationalen Turnieren, überwiegend mit Thati Soares und Vanilda Leão, ehe sie ihre Karriere beendete.

## Privates
Ribeiro ist mit dem Martial-Arts-Sportler Mauricio Rua verheiratet.